# Couldn't Have Said It Better
Couldn't Have Said It Better är ett musikalbum av rocksångaren Meat Loaf från 2003.
Albumet är Meat Loafs tredje utan några låtar alls av låtskrivaren Jim Steinman. Det blev dock betydligt mer framgångsrikt än de tidigare, även om det inte riktigt kan mäta sig med hans verkliga storsäljare. Bland låtskrivarna märks bland annat Diane Warren, som skrivit åt Meat Loaf tidigare, och Nikki Sixx från Mötley Crüe. Meat Loaf gör även en cover på Bob Dylans "Forever Young".
Tre singlar släpptes från albumet, "Did I Say That", "Couldn't Have Said It Better" och "Man of Steel". Den senaste är en duett med styvdottern Pearl Aday. Ingen av singlarna sålde något vidare bra vilket delvis kan skyllas på dålig marknadsföring från skivbolaget. Albumet sålde betydligt bättre och låg bland annat fyra på albumlistan i Storbritannien.

## Låtlista
1. "Couldn't Have Said It Better" (James Michael, Nikki Sixx) - 7:03
2. "Did I Say That?" (Michael) - 6:02
3. "Why Isn't That Enough?" (Jo Davidson) - 4:00
4. "Love You Out Loud" (Michael, Sixx) - 4:10
5. "Man of Steel/Intermezzo" (Michael, Sixx) - 6:10
6. "Testify" (Kevin Griffin) - 4:56
7. "Tear Me Down" (Stephen Trask) - 3:37
8. "You're Right, I Was Wrong" (Diane Warren) - 3:44
9. "Because of You" (Rick Jude, Steve Balsamo) - 3:54
10. "Do It!" (Billy Rankin) - 2:36
11. "Forever Young" (Bob Dylan) - 5:05
12. "Mercury Blues" (bonusspår) (KC Douglas, Robert L Geddins) - 3:42